# 貴船神社 (みどり市)
貴船神社（きふねじんじゃ）は、群馬県みどり市大間々町塩原にある神社である。大間々町の中心から足尾街道の対岸を渡良瀬川に沿って遡上した地にある古生層の断崖上に鎮座し、赤城山の雄姿を仰ぐこともできる。例年県内一の20万人もの初詣参拝者が訪れる。

## 祭神
- 高龗神[1]
- 大山祇神
- 大穴牟遅神（おおなむちのかみ）

関東地方を干魃から守る水神として信仰されてきたという。

## 由緒・歴史
社伝に、天暦10年（956年）に関東地方が干魃に襲われた際、山城国の貴船神社（現在の京都府京都市左京区鎮座の貴船神社）から神霊を勧請して降雨と五穀豊穣を祈願したところ霊験著しく甘雨を得たため、渡良瀬川流域の山地に祀ったのが創まりで、江戸時代の寛文8年（1668年）に現在地に遷座したという。

## 祭事
- 元旦祭（1月1日 - 31日）
- 成人奉告祭（1月第2日曜日）
- 節分祭（2月1日 - 3日）
- 例大祭（5月1日）
- 秋祭（10月1日）
- 七五三祝祭（10月中旬 - 11月末）
- 月次祭（毎月1日・19日）

## 社殿
本殿、幣殿、拝殿は1971年（昭和46年）の造替。

## 境内社
- 天狗の宮 - 大天狗と烏天狗が祀られている。

その他、稲荷神社、菅原神社、赤城神社、日枝神社等がある。

## 境内
燈明殿や、松尾芭蕉の句碑、表効之碑等があり、渡良瀬川も眺望できる。

## 交通

### 鉄道
- わたらせ渓谷鐵道
  - ■わたらせ渓谷線：上神梅駅より徒歩約15分。
- 上毛電気鉄道・東武鉄道
  - ■上毛線・■桐生線：赤城駅よりタクシーで約20分。

### 道路
- 北関東自動車道：伊勢崎インターチェンジより約40分。
- 関越自動車道：渋川伊香保インターチェンジより約50分。
- 東北自動車道：佐野藤岡インターチェンジより約60分。